# Star (Idaho)
Star ist eine Stadt im Ada County und im Canyon County, Idaho. Die Einwohnerzahl betrug 11.117 Personen bei der Volkszählung 2020. Sie befindet sich im Treasure Valley und bildet einen Vorort der Stadt Boise.

## Geschichte
Der Ort wurde im 19. Jahrhundert von Reisenden auf dem Weg nach Middleton und Boise benannt, die einen Stern nutzten, um Osten und Westen zu finden. Der Name blieb haften und wurde zu Star, Idaho. Heute ist es eine wachsende Stadt zwischen Boise und Middleton.

## Demografie
Nach der Volkszählung von 2020 leben in Star 11.117 Menschen. Die Bevölkerung teilt sich im selben Jahr auf in 95,2 % Weiße, 0,3 % Afroamerikaner, 0,7 % amerikanische Ureinwohner, 1,1 % Asiaten und 2,4 % mit zwei oder mehr Ethnizitäten. Hispanics oder Latinos aller Ethnien machten 8,2 % der Bevölkerung aus. Das mittlere Haushaltseinkommen lag bei 65.282 US-Dollar und die Armutsquote bei 6,7 %.
| Jahr | Einwohner¹ |
| ---- | ---------- |
| 2000 | 1.795      |
| 2010 | 5.793      |
| 2020 | 11.117     |

¹ 2000–2020: Volkszählungsergebnisse